# Коваля (Малопольське воєводство)
Коваля (пол. Kowala) — село в Польщі, у гміні Прошовиці Прошовицького повіту Малопольського воєводства.
Населення — 326 осіб (2011).
У 1975-1998 роках село належало до Краківського воєводства.

## Демографія
Демографічна структура станом на 31 березня 2011 року:
|          | Загалом | Допрацездатний вік | Працездатний вік | Постпрацездатний вік |
| -------- | ------- | ------------------ | ---------------- | -------------------- |
| Чоловіки | 168     | 35                 | 119              | 14                   |
| Жінки    | 158     | 25                 | 99               | 34                   |
| Разом    | 326     | 60                 | 218              | 48                   |